# Historia de Badalona
Badalona (Barcelona) España, tiene sus orígenes en el siglo III a. C., y fue fundada por los romanos. Los restos humanos más antiguos encontrados en esta ciudad se remontan a los años 3500-2500 a C.

## Prehistoria

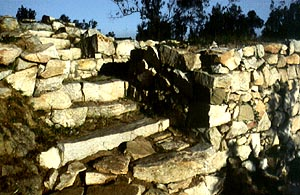
Poblado Ibérico.

Aunque se cree que por Badalona habrían pasado comunidades prehistóricas, que se podrían haber establecido en cuevas naturales, no se han podido encontrar restos arqueológicos, porque estos fueron reutilizados posteriormente para construir. De este modo los restos han ido desapareciendo. Sí que hay trozos de sílex trabajado, datado en la época de caza nómada. De lo que sí que hay constancia contrastada, es de la presencia humana a partir del 3500 a. C. al 2500 a. C., es decir, la época de sedentarización al neolítico medio reciente. Hay restos en cuevas en el barrio del Manresa y la Colina de Seriol, como también en Sistrells y Llefià (Bóbila de Seret).

## Historia Antigua
Desde sus orígenes Badalona comenzó a datar cada vez más restos hasta la llegada de su fundación oficial con los romanos. 
El asentamiento ibérico, en la cima de la Colina de Boscà (200 m de altitud), en el barrio de Canyet, estaba amurallado y fortificado en forma de terraza. Los poblados vecinos eran el de la Colina de Montgat, el de Castell Ruf y el de Puig Castellar (Santa Coloma de Gramenet).
En la Colina de las Maleses, una cima de la sierra de la Conrería (461 m de altitud), cerca de la antigua fuente de «Els Castanyers», hay otro poblado ibérico el origen del cual se sitúa probablemente alrededor de los años 800/600 a. C.
Badalona también fue zona de los laietanos y hoy en día en la misma colina de Boscà hay el yacimiento con los restos ibéricos. La rama laietana de los íberos, parece que habría caído en declive alrededor del siglo I a. C. abandonando el poblado de la colina de Boscá.
La causa directa de esto es la llegada de los romanos que tenían la necesidad de frenar a los cartagineses (que habían llegado a Cataluña en el 218 a. C. a Ampurias), y una vez fueron derrotados, se quedaron en las tierras que habían ido ocupando hasta acabar conquistando toda la península ibérica. Así, con la llegada de los romanos y toda la nueva cultura agrícola en las tierras laietanas, entre los siglos II y I a. C., hicieron abandonar los poblados preexistentes.

### La fundación de la villa romana:Baetulo
Los orígenes de la ciudad se remontan a la época romana, alrededor del año 100 a. C. Los romanos habían desembarcado en Ampurias en el año 218 a. C. y hacia el siglo I a. C. crean una serie de fundaciones de tipo urbano entre las cuales se encuentra Baetulo (Badalona), que con el paso del tiempo se convertirá en la más pujante de la Layetana. 

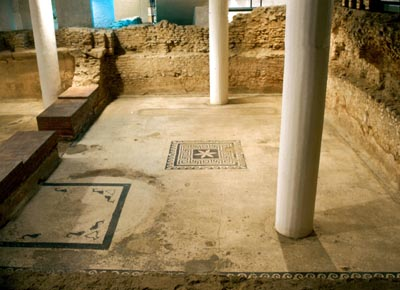
Termas romanas.

Badalona fue una ciudad fundada de nueva planta y con una previa planificación del territorio con la intencionalidad de vertebrar los territorios layetanos que se iban ocupando. Los romanos aplicaron el modelo de ciudad cuadrícula en una planicie ligeramente elevada, como es la colina de Rosés, cerca del mar y con posibilidades agrícolas y bien comunicadas con los pueblos cercanos.
Era una ciudad amurallada y que tuvo su entrada por la Vía Augusta (antes vía litoral). Badalona, entonces, con 11 hectáreas de superficie, se completó con un trazado amurallado de 413 metros por 261, con grandes torres de defensa. Los romanos instalaron un centro militar que denominaron Bétulo (en latín Baetulo) en el siglo III a. C. Su configuración interna tenía unas características muy similares a las demás ciudades romanas de la época.
La ciudad creció extramuros, por lo que el límite arqueológico es más extenso (de 7,5 ha a 10 ha). El punto culminante de la ciudad, que llegaría a los 15.000 habitantes, hay que situarlo a finales del siglo I a. C., gracias a la prosperidad derivada del cultivo de la vid (típica de los pueblos mediterráneos) y la exportación del vino a gran parte del Occidente romano.
Desde su fundación, Badalona, “Baetulo”, llegó a ser una ciudad muy emprendedora que se consolidó rápidamente. Su principal fuente de prosperidad fue el comercio de vino. Una actividad. Aunque, también se debe a los sucesos acaecidos a finales del siglo II a. C. en Roma, con continuas crisis. Esta, fue la época antigua con mayor esplendor de la ciudad, destacando restos arqueológicos de suma importancia como los baños públicos, la Venus de Badalona o el mundo urbano doméstico. El último hecho importante a destacar, fue la concesión del Ius Latii para las tierras layetanas gracias al emperador del momento, Vespasiano (siglo II a. C.). Badalona pasó a ser municipio y sus habitantes, ciudadanos romanos de pleno derecho.
En 1954 se descubrieron los restos de los antiguos baños romanos, también conocidos como termes. En el mismo emplazamiento se inauguró en 1966 el Museu de Badalona.

### El declive romano
Roma arrastrará las culturas con las que se había expandido en el siglo III, con la grave caída del Imperio romano y la efervescencia del cristianismo. Se produjo un proceso de ruralización que afectó la configuración de los núcleos urbanos, despoblándose. Es un periodo que Badalona recoge con poca documentación; sabemos que en el siglo VI, la ciudad vivió el final de un intenso proceso de reformas urbanísticas en la zona cercana al foro romano. Entre los siglos IV y VI, data la necrópolis romana d’inhumación de Can Preixau. Desde el siglo IV, Badalona importaba cerámica africana. Cosa que se siguió haciendo en el siglo VII. Esta época de oscuridad documental fue progresiva, hasta el “nuevo renacer” (en referencia con los restos) de la ciudad, Badalona, como otras ciudades afectadas por el éxodo, pasó desapercibida.

## La Edad Media
A partir del siglo X se vuelve a configurar en Badalona un núcleo urbano en la antigua ciudad romana.
Durante los siglos IX y X se desarrolla la Badalona medieval, que pasará a conocerse posteriormente como el área de "Dalt de la Vila". La Masía fortificada de Can Canyadó es del siglo XV y constituye una muestra de la arquitectura típica de la costa catalana. También es de interés la Casa Pavillard, edificio modernista construido en 1906 por el arquitecto Joan Amigó i Barriga.

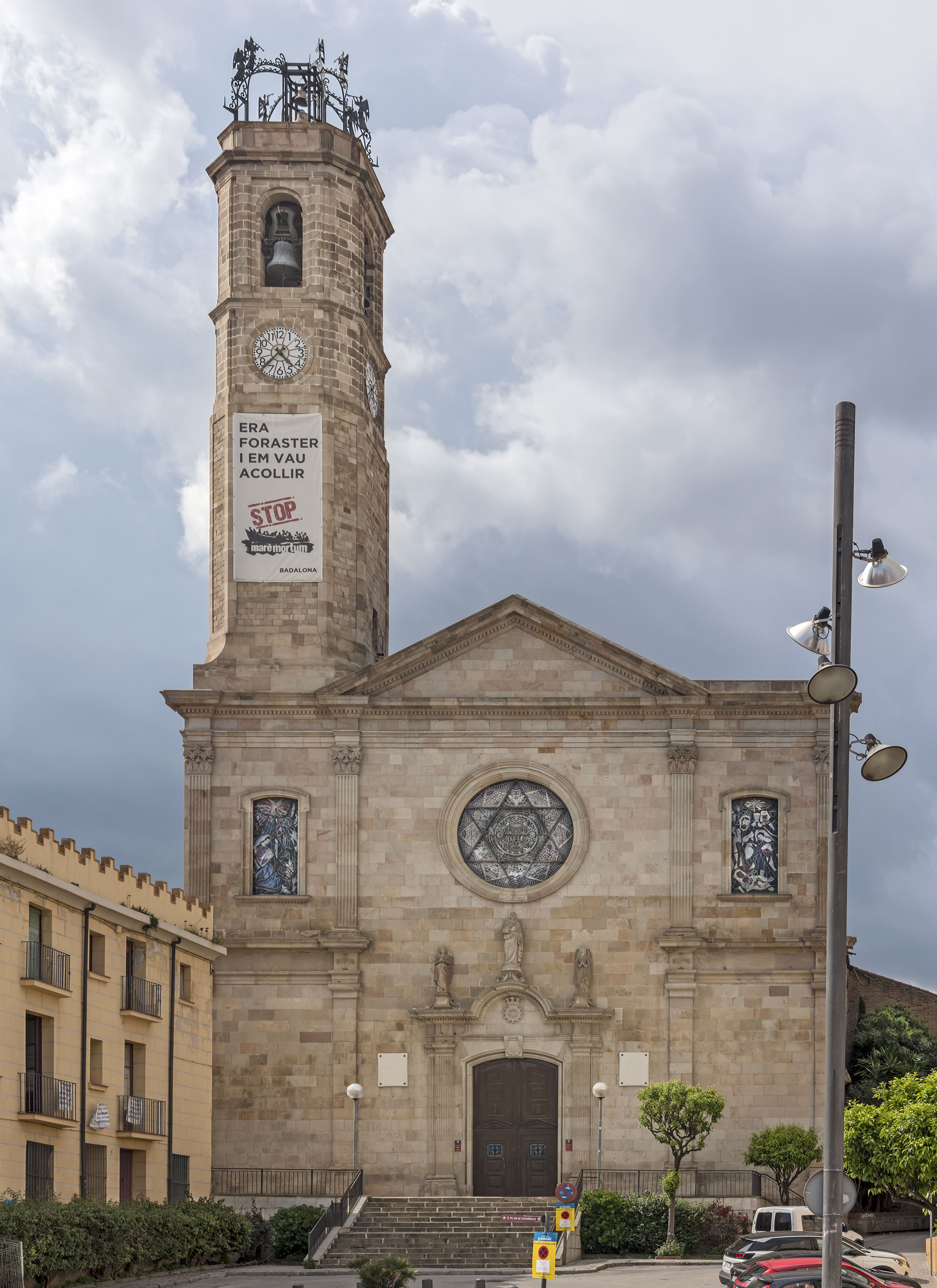
Iglesia Santa María.

Nos encontramos pues, al borde de un nuevo milenio con una villa que tuvo diversos núcleos dispersos, con sus torres de defensa, además de un núcleo bien distinguido alrededor del antiguo foro romano que ha pasado a ser un cementerio. La Badalona medieval define así su delimitación: del río Besós al mar, la colina de Montgat y la Sierra Litoral. El núcleo urbano que se fue desarticulando, finalmente se recompuso en el siglo XII en las inmediaciones de la sagrera con el acta de consagración de la iglesia de Santa María en el (1112), éste ya era el antiguo núcleo fundacional de la “Baetulo” romana, en Dalt de la Vila. Éste será pues el eje de formación de la Badalona actual. El año 1382, conseguiría el régimen municipal y también se implantó entonces la insaculación para escoger a partes iguales el gobierno.
La Villa azotada por plagas y pestes además de los ataques de los piratas tunecinos llegados desde el mar. La Baja Edad Media fue un periodo de recesión pero de consolidación como núcleo urbano que en ese momento sólo producir para su propia subsistencia.
Es en el siglo XVII cuando este núcleo edificado alrededor de la iglesia de Santa María recibirá popularmente el nombre de «Dalt la Vila». Unas 200 casas son las viviendas de 700 habitantes.

## La Edad Moderna
Las antiguas villas romanas se transformarán, con el paso del tiempo, en masías y se creará una doble situación: la urbana y la rural, que mantendrá un equilibrio estable hasta mediados del siglo XVIII.
Es entonces cuando algunas construcciones seguirán un estilo señorial y, en cambio, otras conservarán su carácter defensivo, fruto de una época en la cual la costa catalana sufrió muchas incursiones piratas.
El monasterio de Sant Jeroni de la Murtra (fundado en 1416), fue muy relevante en esa época, a punto estuvieron de celebrarse las cortes en 1472, en el marco de la guerra civil catalana con Joan el Grande (Joan II), donde el rey fue a refugiarse porque Badalona era la ciudad partidaria. El Monasterio de Sant Jeroni de Murtra, que se remonta al siglo XVI, fue donde Cristóbal Colón recibió el apoyo de los Reyes Católicos para iniciar su viaje a las "Indias". En el mismo lugar Colón fue recibido al regreso de su primer viaje, puesto que los Reyes Católicos se encontraban de vacaciones.
Badalona volvió a alcanzar un impulso económico y demográfico progresivo de nuevo a través de la vid (potenciada por la rabasa muerta), y ahora con la agricultura extensevia e intensiva (trigo, granos y cáñamo por ejemplo). No olvidamos la actividad pesquera que también inició un importante crecimiento en el siglo XVII. El punto de inflexión cusriosamente fue el propio 1492 donde la tendencia comenzó a girarse favorablemente.
En lo que atañe a los forrajes, era la Sagrera, el núcleo de Dalt de la Vila era el más poblado del municipio. Aquella sería la zona por ejemplo que sufrió más cambios en el siglo XVII.

## ElSigloXIX

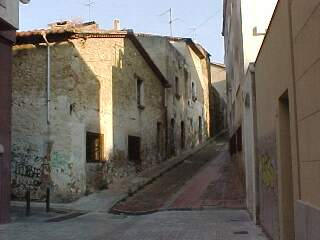
Dalt de la Vila.

Según el Barón de Maldá en su “Cajón de Sastre”, donde explica la vida badalonesa de principios del siglo XIX, Badalona había pasado a comerciar sus excedentes en el gran mercado emergente barcelonés, que empezaba a mirar hacia la industrialización. Administrativamente, Badalona continuó funcionando con la insaculación hasta que se vio afectada por el Decreto de Nueva Planta, que impuso la estructura provinciana borbónica del victorioso rey. Badalona no recibió bien los cambios gubernamentales que primaron los destacados en la guerra, se entendiendo, de sucesión. El nivel de vida del municipio, poco a poco, fue dirigiéndose hacia el inexorable proceso de industrialización que catapultó el éxodo rural y la economía catalana del siglo XIX.
Badalona, comenzó a crecer cerca del mar apareciendo los populares “badius” o naciendo uno de los ejes comerciales actuales, la calle del Mar. La pesca y la agricultura fueron los puntales económicos de la Badalona de inicios del XIX. La marina mercante y de cabotaje, tuvieron suficiente relevancia, hasta mediados del siglo XIX, Badalona vive un proceso de inmigración desde la Cataluña interior, debido al éxodo rural, que hizo aumentar la población del municipio a 12 600 habitantes en 1860. Estos fueron los que protagonizaron el crecimiento demográfico, pero también urbanístico badalonés, inaugurando un conjunto de nuevas calles hasta que llegaron a establecerse las primeras fábricas de tejidos, y después el vapor. La llegada del tren a la ciudad en la mítica línea Barcelona-Mataró fue el arranque definitivo. La industria llegaba de la mano de Barcelona, a la vez que se trasladó a la ciudad condal la industria alimentaria de la zona.
En 1897, la Reina María Cristina, la regente, otorgaba el título de ciudad a Badalona. Una ciudad que ya a inicios del siglo XX, dispuso de una inmensa variedad industrial que poco a poco comenzó a desplazar a los núcleos tradicionales vinculados con la pesca. Fue a finales del siglo XIX con el nacimiento del movimiento obrero en Badalona con distinguidas figuras del movimiento como Joan Peiró o Simó Piera. Culturalmente, Badalona también reabrió el impulso renacentista, desde el teatro con Enric Borrás y el Teatro Zorrila. La prensa de la época con publicaciones como el “Eco de Badalona” (1868 o “Acció” (1910-1919). En 1921 se fundó el “Orfeón Badalonés”, mientras empezó a tomar forma las iniciativas deportivas surgidas desde el mundo del fútbol, baloncesto y la natación entre muchos otros.
La industria ocupó las zonas situadas alrededor de «la Plana». Siguiendo la trayectoria del eje formado por la «Riera de Canyet» y «la Plana del Corb», la nueva clase burguesa edificó en estos lugares sus fábricas y viviendas, lo que dio vida a una de las áreas más peculiares de la ciudad, parecida al Ensanche de Barcelona. Parte de las edificaciones, consideradas actualmente patrimonio artístico, son construcciones que pertenecen a esta época y que eran casas de particulares, la mayoría industriales o gerentes de empresas de Badalona.

## SigloXX
Badalona, como es lógico, no estuvo exenta de sufrir tanto la dictadura de Primo de Rivera como la guerra civil española y la posterior dictadura de Francisco Franco. Fue con diferencia la dictadura la que marcó el freno de la efervescencia cultural de Badalona, como la del resto de Cataluña, con la posterior represalia y la época de clandestinidad de la cultura.
Badalona recibió con entusiasmo la proclamación del nuevo régimen, el de la II República. La ciudad vivió intensamente todos los acontecimientos políticos y sociales de esos años. Las secuelas de la Depresión económica mundial afectaron también a Badalona y provocaron una tasa de paro elevada y una crisis muy fuerte.
La Guerra Civil Española
La guerra alteró totalmente la vida de los badaloneses. Las fuerzas obreras y de izquierdas, después de la desorganización inicial, intentaron controlar la situación y, superando tensiones y diferencias, estructurar el poder político-social en la ciudad. La producción local fue transformada para permitir la participación de los obreros en la gestión de las empresas, al mismo tiempo que varias fábricas se convirtieron en industria de guerra.
La ciudad sufrió violentos bombardeos (la ciudad fue diversamente bombardeada por la aviación italiana, por ejemplo) y los habitantes padecieron toda clase de privaciones causadas por la falta de subsistencias. El año 1939 es el inicio de una etapa dura y difícil para la población. La penuria económica es patente, con la falta de muchos productos alimentarios y el racionamiento.
Posguerra y franquismo
El inicio de la posguerra es significativo en esta ciudad, con el asesinato del alcalde del Esquerra Republicana de Cataluña, Frederic Xifré en (1940)), el mismo año que el propio Presidente de la Generalidad de Cataluña, Lluís Companys. La dictadura fue el gran momento de expansión de la ciudad, que recibió un flujo de inmigración de diversos lugares de España y que no pudo absorber debido a la propia estructura del poder, dando lugar a barracas y la aparición de barrios con unas condiciones de vida insalubres.
El período comprendido entre los años 1960 y 1975 se caracteriza por el volumen de inmigración y la transformación de la ciudad. Este crecimiento, sin embargo, se dejó en manos privadas y de los especuladores. El resultado fue un urbanismo caótico sin equipamientos ni servicios.
Transición y Restauración Democrática
Este período es también la época de la recuperación política, de la actuación clandestina de los partidos, de la reorganización obrera, de la creación de las asociaciones de vecinos y de la creación de grupos y entidades que inician una nueva actividad cultural.
El final de la dictadura, con la transición, marcó el intento de restablecer el espíritu democrático que se había visto por última vez durante la II República. Los impulsores fueron los centros como el “Orfeón Badalonés” y el “Círculo Católico”, o el “Centro Excursionista de Badalona”. Las huelgas y la lucha política más intensa, también llegaron a la influencia de la Asamblea de Cataluña de 1976. Éste impulso se extendió hasta finales de los años ochenta. 
En 1978, el cantautor Joan Manuel Serrat le dedica a la ciudad el pasodoble Qué bonito es Badalona, incluida en su disco de título 1978. También cantaron esta canción los artistas Manolo Escobar, quien residió en Badalona, y Julio Madrid. 

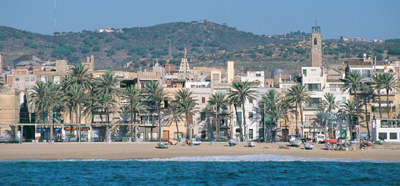
Badalona desde el Mediterráneo.

La nueva Badalona democrática. Las primeras elecciones municipales democráticas, después de la Constitución de 1978, tuvieron lugar el 3 de abril de 1979. Dieron en Badalona una clara victoria de los partidos de la izquierda. En el primer gobierno de la ciudad participaron todos los grupos políticos surgidos de las elecciones. En este primer cuatrienio (1979-1983), el grupo mayoritario, y el del alcalde, fue el de los comunistas del PSUC y en los cuatro siguientes (1983-1987, 1987-1991, 1991-1995 y 1995-1999) el de los socialistas del PSC-PSOE, con el relevo consiguiente al frente de la alcaldía.
La Rambla de Badalona se caracteriza por ser la única que es paralela al litoral, ya que estos paseos son siempre perpendiculares a la línea de la costa.
A finales de los años 80 se inauguró el Paseo Marítimo, con el que Badalona se abría hacia el mar. Badalona está inmersa hoy, después de ser subsede de los Juegos Olímpicos de 1992, en un proceso convulso de transformaciones urbanísticas y la llegada de los nuevos inmigrantes que hacen de esto, uno de los nuevos retos del siglo XXI.
- Datos: Q9004136
- Multimedia: History of Badalona / Q9004136